# André the Giant
André René Roussimoff, mer känd under sitt ringnamn André the Giant, född 19 maj 1946 i Coulommiers i Seine-et-Marne, död 28 januari 1993 i Paris, var en fransk professionell fribrottare och skådespelare.  
Han är mest känd för sina fejder med Hulk Hogan under 1980-talet med World Wrestling Federation, och som rollen Fezzik i filmen Bleka dödens minut från 1987. Hans storlek var ett resultat av gigantism orsakad av onormalt stor produktion av tillväxthormon, som senare även resulterade i akromegali. Detta ledde till han kallades "The Eighth Wonder of the World" ("världens åttonde underverk").
Inom World Wrestling Federation (WWF, nu känt som WWE) har André vunnit WWE Championship och World Tag Team Championship en gång var. Han var även den första att invigas i WWE Hall of Fame 1993.

## Tidigt liv
André Roussimoff föddes i Molien som son till Boris och Mariann Roussimoff. Hans föräldrar var invandrare till Frankrike; fadern var bulgar och modern polska. Som barn visade André symtom på gigantism tidigt, med en längd på 191 cm och en vikt på 94 kg vid 12 års ålder. Hans smeknamn när han växte upp var "Dédé".
Roussimoff var en god elev i skolan, speciellt i matematik. Han hoppade dock av i åttonde klass då han inte tyckte en gymnasieutbildning var nödvändig för en jordbruksarbetare. Han arbetade flera år på sin fars bondgård, och enligt sin bror Jacques kunde han utföra arbete för tre män. Han var även lärling inom träarbeten, och arbetade senare på ett företag som tillverkade motorer för balpressar.

## Skådespelarkarriär
André the Giant debuterade i en fransk boxningsfilm år 1967, och fortsatte under 1970- och 1980-talet. Hans skådespelardebut i USA var i rollen Sasquatch ("Bigfoot") i ett avsnitt av TV-serien The Six Million Dollar Man år 1976. Han hade även roller i andra TV-serier, bland annat Titta han flyger, B. J. and the Bear, Stuntmannen och Zorro.
Mot slutet av sin karriär hade André flera roller i olika filmer. Han hade en okrediterad roll som Dagoth i Conan förgöraren år 1984, en jätte med horn, som uppstått som en gud, som blir dödad av Conan (Arnold Schwarzenegger). Samma år var han med i Micki & Maude (krediterad som André Rousimmoff). Hans mest kända roll är som Fezzik, vilket även var hans egen favoritroll, i filmen Bleka dödens minut från år 1987.
I sin sista film hade han en cameoroll som en cirkusjätte i komedin Trading Mom, som släpptes ett år efter hans död.

### Filmografi
- 1967 – Casse tête chinois pour le judoka
- 1978 – Symphorien
- 1981 – B. J. and the Bear (TV-serie)
- 1981 – Les Brillants
- 1982 – Les Brillant (TV-serie)
- 1982 – Stuntmannen (TV-serie)
- 1983 – Titta han flyger (TV-serie)
- 1984 – Conan förgöraren (okrediterad roll)[7]
- 1984 – Micki & Maude[7]
- 1985 – I Like to Hurt People
- 1987 – Bleka dödens minut
- 1994 – Trading Mom